# Bandvagn 206
Le Bandvagn 206 (Bv 206) est un véhicule de transport de troupes sur chenilles tout-terrain et articulé de conception et de fabrication suédoise développé par Hägglunds.

## Historique
Son développement commence en 1974 et il entre en service à partir de 1980 dans les forces armées suédoises. Il a depuis un grand succès à l'exportation.

## Description

Il est composé de deux modules, articulés et chenillés. Il s'agit d'un véhicule polyvalent parfaitement à l'aise en montagne et dans la neige.

### Caractéristiques
- Moteur : 2,8L 99 kW Ford Cologne V6 (en)
- Transmission : transmission automatique MB W 4A-018
- Masse: 4 500 kg (9 900 lb)
- Capacité d'emport : 2 240 kg (partie avant : 630 kg  et remorque : 1 610 kg)
- Longueur: 6,9 mètres (23 ft)
- Largeur : 1,87 mètre (6.1 ft)
- Hauteur : 2,4 mètres (7.9 ft)

## Variantes
- Bv 206 : version de base, véhicule de transport de troupes
- Bv 206A : version ambulance
- Bv 206D (Bv 208) : version de l'armée allemande
- Bv 206F : version lutte contre les incendies
- RaBv 2061 (RadioBandvagn 2061) : version communications/commandement de l'armée suédoise
- PvBv 206 (PansarvärnsBandvagn 2062) : version antichars sans toit armée d'un canon anti-chars sans recul 90 mm Pvpj 1110 (en)
- PvBv 2063 (PansarvärnsBandvagn 2063) : version anti-chars similaire au PvBv 2062 mais armée d'un lanceur de missile antichar de type Rbs 55 TOW ou RBS 56 BILL (en)

- Bv 206S, version transport de troupes blindée. En service en Allemagne, en Espagne, en France, en Grèce (Bv 208), en Italie (189 unités), aux Pays-Bas, à Singapour (300 unités) et en Suède (50 unités).
  - Véhicule Articulé Chenillé (VAC) est la version française du Bv106D et S dans l'Armée de Terre. En 2022, l'Armée de Terre expérimente les premiers Véhicule Articulé Chenillé Nouvelle Génération (VAC NG)[1],[2].

- Bv 309

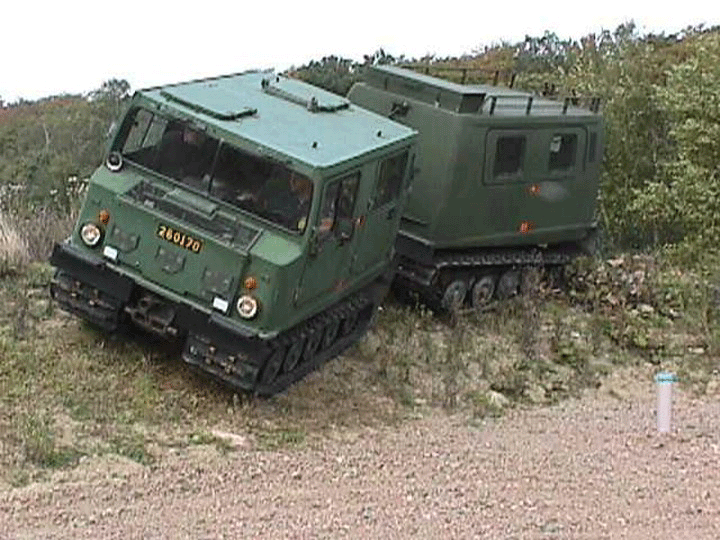
Bv 206
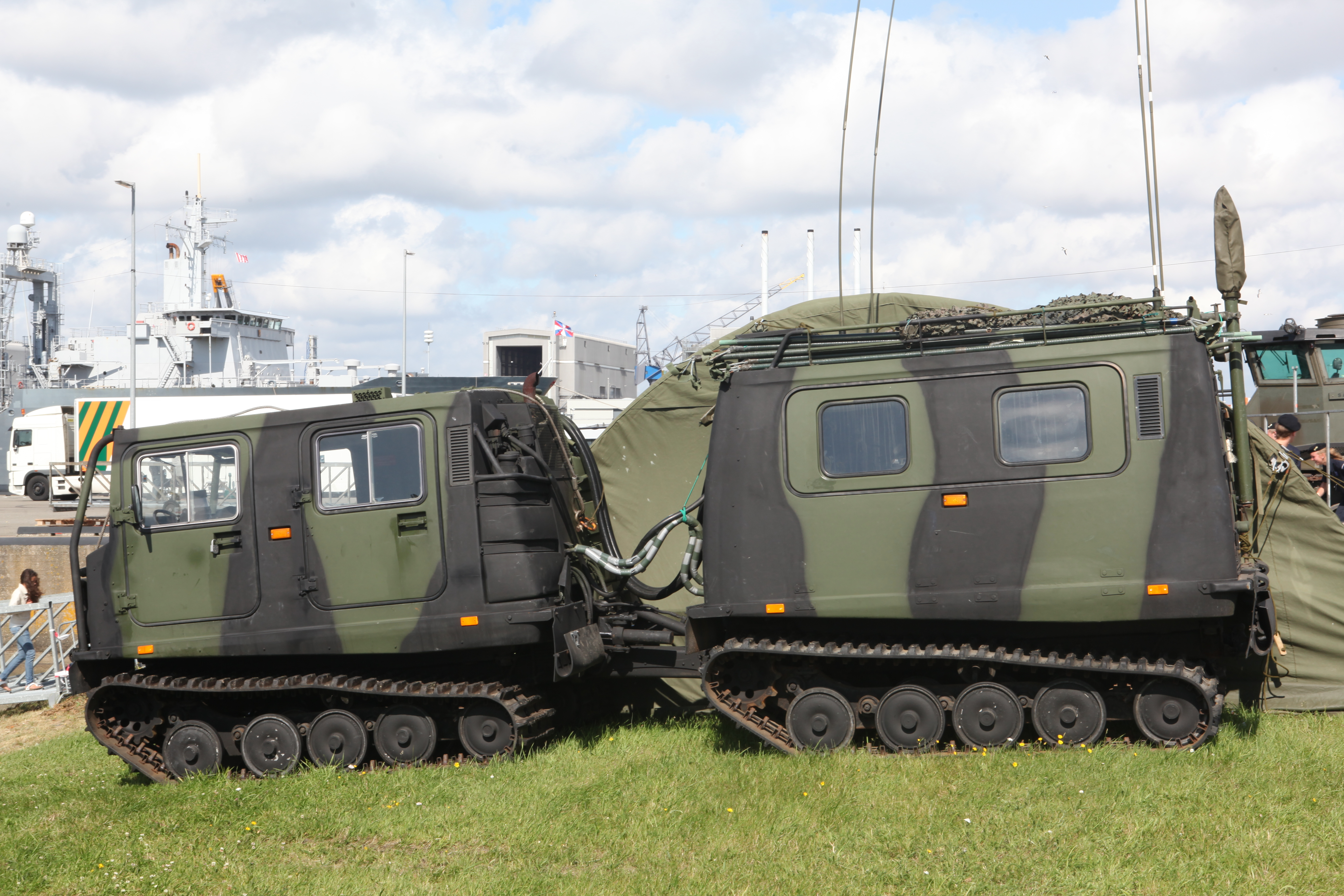
Bv 206D
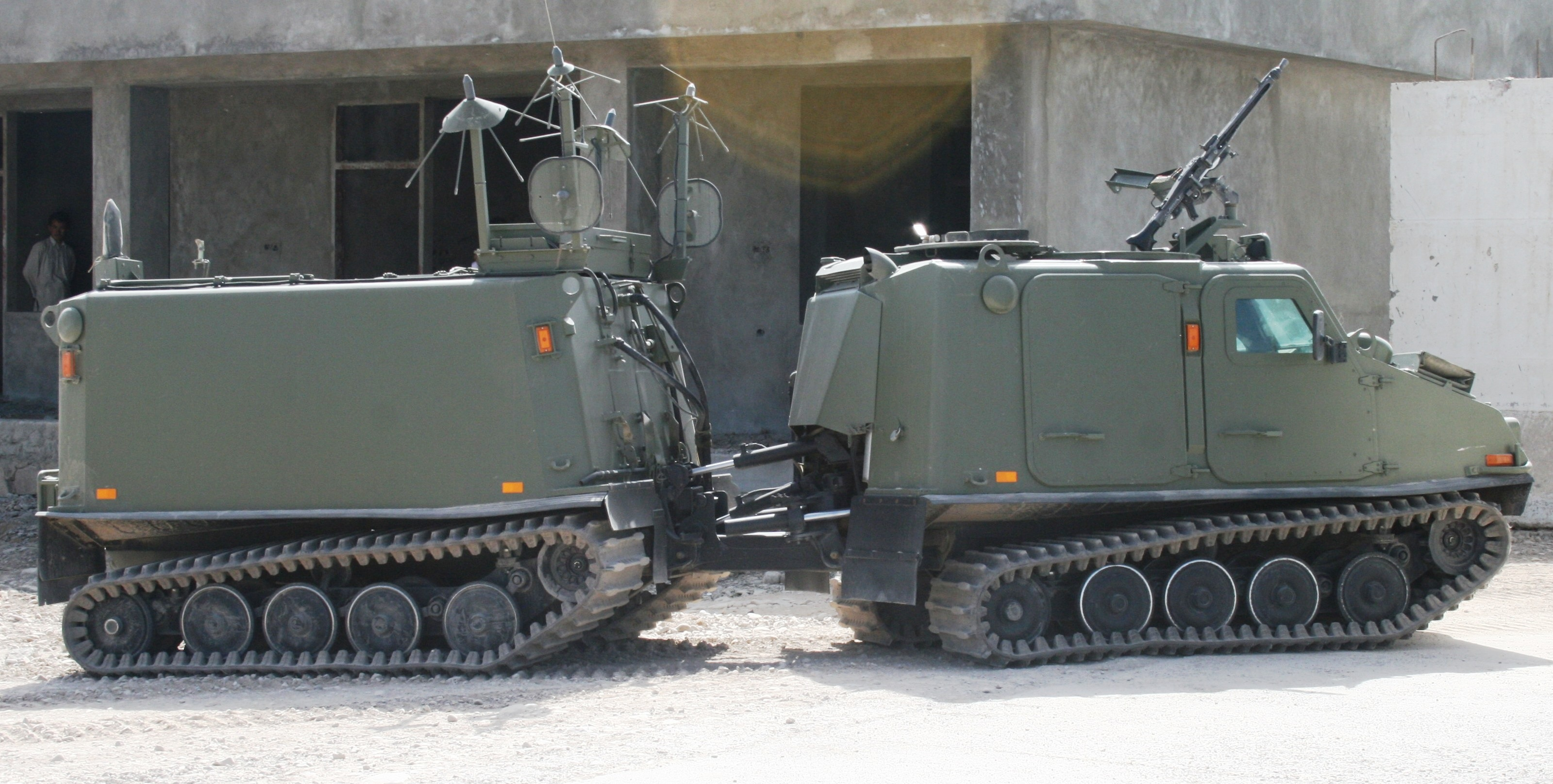
Bv 206S

## Engagement
Les canadiens l'utilisèrent en Afghanistan durant l'opération Anaconda. En 2008, le 27e bataillon de chasseurs alpins de l'armée française déploya des Bv 206s (avec mitrailleuse de toit 12,7 mm et système de protection contre les tirs de roquette à charge creuse RPG7) en Kapisa.

## Utilisateurs

### Militaires

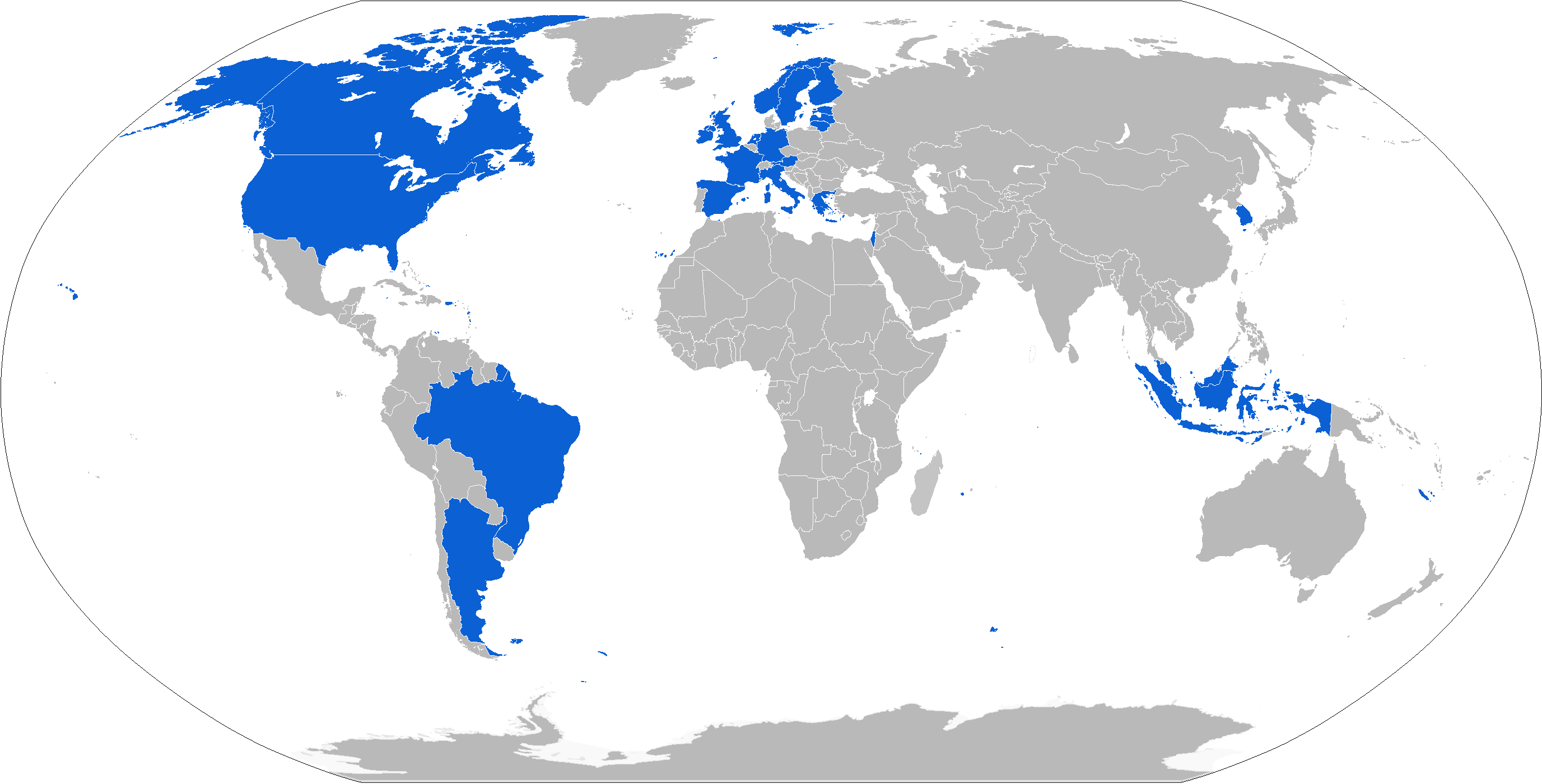
Carte des utilisateurs militaire (en bleu) du Bandvagn 206 en 2015.

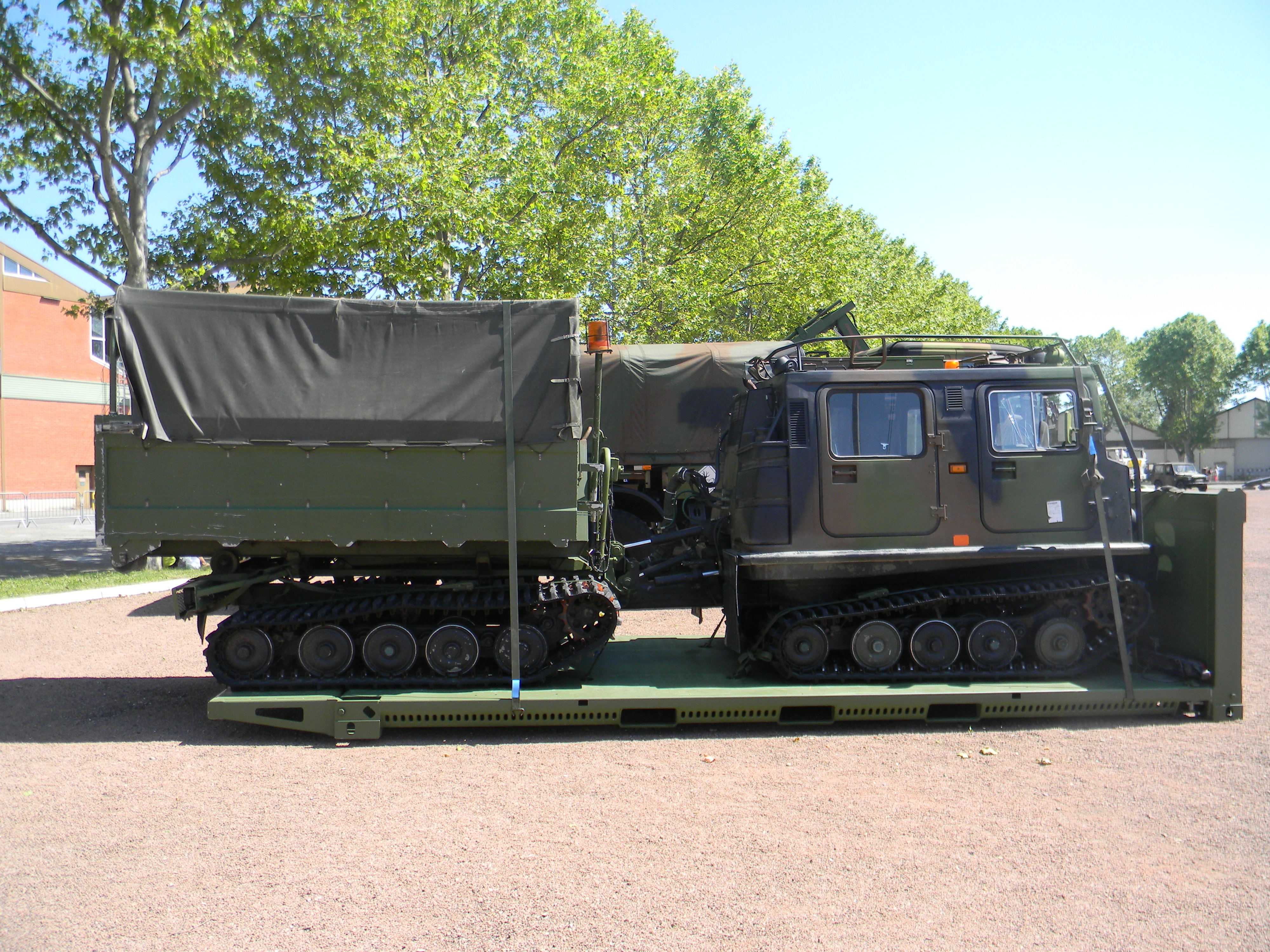
Bv206 de l'armée française en 2013.

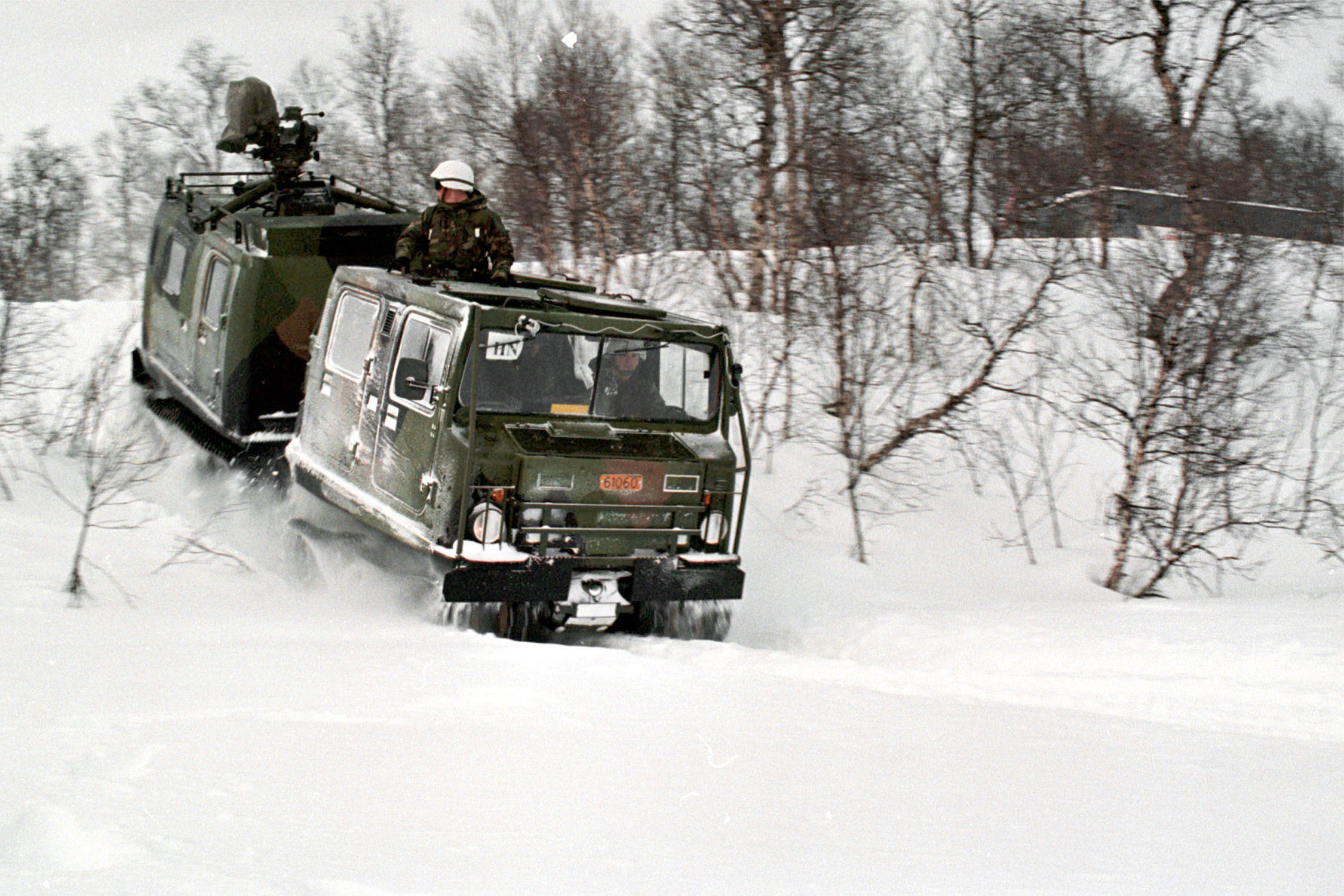
US Marines dans le Bv 206 adopté par l'armée norvégienne.

- Australie : Australian Defence Force
- Argentine : Gendarmerie nationale argentine
- Autriche : Bundesheer autrichienne|
- Allemagne : Heer, 379 Bv 206D/S
- Brésil : Brazilian Marine Corps (en)
- Canada : Armée canadienne, 78 unités
- Chili : Chilean Marine Corps (en)
- Chine :
- Corée du Sud : Armée de la République de Corée
- Espagne : Armée espagnole, 47 Bandvagn 206 et 20 des 50 Bandvagn 206S commandés en janvier 2018[3],[4]
- États-Unis
  - United States Army : en service au sein de la 86e division d'infanterie et de la 25e division d'infanterie (4th Brigade Combat Team (aéroporté) et 1st Stryker Brigade Combat Team)
  - United States Marine Corps
- Estonie : Forces armées estoniennes
- Finlande : Armée finlandaise
- France
  - Armée de terre française : ~ 50 véhicules articulés chenillés (VAC) acquis dans les années 1990 pour le 27e bataillon de chasseurs alpins et le 3e régiment étranger d'infanterie (CSG). Certains ont été transformés en VAC blindés « revalorisés » (Bv 206s) pour l'Afghanistan. Tous sont en cours de remplacement depuis 2011 par le Bandvagn 210 Mk II appelé véhicule à haute mobilité[3].
- Grèce : Armée hellénique, utilisé avec le radar ARTHUR
- Indonésie : Armée indonésienne
- Irlande : Forces de Défense irlandaises, 7 utilisés avec le radar GIRAFFE Mk IV
- Israël : Armée de défense d'Israël
- Italie : Armée italienne
- Lettonie : Forces terrestres lettones
- Lituanie : Forces terrestres lituaniennes
- Malaisie : Armée malaisienne
- Norvège : Armée norvégienne
- Pays-Bas : Marine royale néerlandaise
- Pakistan
- Royaume-Uni : Forces armées britanniques
- Ukraine : 8 véhicules donnés par l'Allemagne en juin 2023 dans le cadre du soutien aux forces armées ukrainiennes à la suite de l'invasion de l'Ukraine par la Russie en 2022[5]
- Uruguay
- Singapour
- Suède : Armée suédoise, 4500 véhicules en y incluant la version BvS 10

### Civils
- Australie
- Canada
  - Low Impact Inc.
  - Red Deer County Technical Rescue Task Force[6]
- Danemark Legoland Billund[7]
- Espagne : Brigade Mobile de l'Ertzaintza[8]
- Estonie : Estonian Rescue Board (en)
- États-Unis
  - Massachusetts State Police (en)
  - Schlumberger[9]
- France
  - services d'incendies de Haute-Savoie (74) et de la Manche (50)
- Grèce : Hellenic Fire Service (en)
- Islande Icelandic Association for Search and Rescue (en)
- Indonésie : Croix-Rouge indonésienne
- Irlande : Civil Defence Ireland
- Nouvelle-Zélande : New Zealand Antarctic Research Program
- Russie : Des anciens Bv 206 norvégiens seraient en service en Russie[10].
- Royaume-Uni
  - Royal National Lifeboat Institution[citation nécessaire]
  - Bay Search and Rescue Team
- Suède
  - Administrative de l'aviation civile (sv) (service d'urgence)
  - Hedemora Energi
  - Räddningsstation Skillinge